# Гаць (Нижньосілезьке воєводство)
Гаць (пол. Gać) — село в Польщі, у гміні Олава Олавського повіту Нижньосілезького воєводства.
Населення — 451 особа (2011).
У 1975-1998 роках село належало до Вроцлавського воєводства.

## Демографія
Демографічна структура станом на 31 березня 2011 року:
|          | Загалом | Допрацездатний вік | Працездатний вік | Постпрацездатний вік |
| -------- | ------- | ------------------ | ---------------- | -------------------- |
| Чоловіки | 222     | 58                 | 146              | 18                   |
| Жінки    | 229     | 43                 | 139              | 47                   |
| Разом    | 451     | 101                | 285              | 65                   |